# Alternativna medicina
Alternativna medicina je termin koji se koristi od druge polovine 20. stoljeća za skupinu terapijskih postupaka koji zbog zastarjelosti (i zbog toga odbačenosti), nedostatka dokaza o djelotvornosti, ili čak štetnosti, nisu dio medicine.
Te postupke najčešće vrše osobe koje nisu prošle znanstveno utemeljeni i državno verificirani oblik medicinskog obrazovanja - medicinske fakultete ili medicinske škole te zbog toga pripadaju u kategoriju nadriliječnika.

## Odnos medicine prema alternativi
U novije vrijeme sve češće se nekim metodama koje su se etablirale kao "alternativa" koriste i liječnici, najčešće kao pomoćnim metodama u liječenju. Širenje ovog fenomena komplementarno je trendovskom širenju općenite pseudoznanosti, što proučavaju i sociolozi.
Termin "nadrilječništvo" se koristi kao pravni termin kaznenog djela liječenja bez medicinske naobrazbe. "Šarlatanstvo" je zasluženo pejorativan termin koji opisuje većinu alternativnih pristupa, kao suprotnost medicini.

## Svjetonazor
Praktikanti "alternative" često objašnjavaju svoje tehnike specifičnim filozofskim i religijskim postavkama, što su dogmatski (činjenično neutemeljeni) sustavi, te se rijetko ili gotovo nikada ne oslanjaju na znanstvene dokaze, a kada to čine, često ih krivo interpretiraju.
Velik broj praksa oslanja se na svjetonazor katakterističan za New Age, primjerice reiki, bioenergetska terapija. U ovom sustavu, reinterpretirane su pojedine postavke poznate iz hinduizma, ali i teozofska učenja. "Alternativa" stoga često predstavlja životni stil koji se bazira na difuznim učenjima i praksama. 
Pojedini alternativni terapijski postupci se ne nazivaju "alternativnima" iako u svojoj biti to jesu (primjerice praksa Narconon-a koja se bazira na scientološkoj dijadinetici).

## Različite prakse
Često se koriste i termini "prirodna medicina" a neki svrstavaju i "duhovnu medicinu" u alternativne prakse.
Paralelno se koriste i termini komplementarna medicina, tradicionalna medicina, a u ovaj pojam se ubrajaju i tradicionalna kineska,indijska ajurveda ,te tibetanska medicina i kiropraktika.

## Kritike
Među znanstvenom zajednicom vlada široko mišljenje da alternativna medicina u načelu ne postoji, već postoji medicina i ono što medicina nije.
Jedan od najjačih prirodoznanstvenih kritičara alternativne "medicine", Richard Dawkins, definira alternativnu medicinu kao:
"...skup postupaka koje se ne mogu ispitati, odbijaju ispitivanje, ili sustavno padaju na ispitivanjima. Ako se dokaže da određena tehnika liječenja ima ozdravljujuća svojstva u odgovarajuće kontroliranim dvostruko slijepim ispitivanjima, ona prestaje biti alternativnom. Jednostavno... postaje medicina."
Alternativne "medicine" često nemaju ni početak spoznaje - valjanu hipotezu. Valjanu znanstvenu teoriju ne posjeduje ni jedna, kao ni dokazano laboratorijsko i kliničko djelovanje.
Posjeduju jedino anegdote i dogme.
Neke prakse nisu potpuno neosnovane, no drže se pod okriljem "alternative" zato što su iz medicine izbačene zbog novih, superiornijih i manje štetnih metoda. Primjer je liječenje sifilisa parama elementarne žive, pijenje koloidiziranih teških metala kao što je srebro i slično.

## Pouzdanost alternativnih tretmana
Velik broj alternativnih "metoda" nema nikakvu dokazanu djelotvornost osim kratkotrajnog placebo efekta (kao što ga već ima i bilo koja medicinska metoda, uz svoju standardnu dokazanu djelotvornost), a jedan dio metoda predstavlja izravnu i neizravnu opasnost za zdravlje čovjeka.
Postoji mali broj tretmana koji opisuju malu uspješnost i baziraju se na činjenicama - jedino nisu provedene opsežna testiranja kakva danas provodi medicina kad želi provjeriti djelotvornost pojedinog lijeka odnosno terapije.

## Vanjske poveznice
- Moravek.org: Alternativna medicina
- www.hr: Alternativna medicina (katalog)
- Open directory: Alternativna medicina  Arhivirana inačica izvorne stranice od 15. kolovoza 2006. (Wayback Machine)